# Echipa națională de handbal feminin a Muntenegrului
Echipa națională de handbal feminin a Muntenegrului reprezintă Muntenegru în competițiile internaționale de handbal.
Începând din septembrie 2010, echipa este antrenată de Dragan Adžić.
Echipa a câștigat o medalie de argint în 2012, prima medalie olimpică pentru Muntenegru, după ce a fost învinsă în finala turneului olimpic de handbal feminin de către echipa Norvegiei, cu scorul de 26-23. Principala marcatoare pentru Muntenegru a fost interul stânga Katarina Bulatović, cu 10 goluri înscrise, în timp ce portarul Sonja Barjaktarović a reușit să apere 17 aruncări, având un procentaj de 40%.

## Rezultate

### Campionatul Mondial
- 2011 – Locul 10

### Jocurile Olimpice
- 2012 – Medalie de argint

### Campionatul European
- 2010 – Locul 6
- 2012 – Câștigătoare

## Echipa
Antrenor principal: Dragan Adžić
| Nr. | Nume                | Post                     | Vârstă | Club                    |
| --- | ------------------- | ------------------------ | ------ | ----------------------- |
| 1   | Marina Vukčević     | Portar                   | 18     | ŽRK Budućnost Podgorica |
| 2   | Radmila Miljanić    | Extremă dreapta          | 24     | ŽRK Budućnost Podgorica |
| 4   | Jovanka Radičević   | Extremă dreapta          | 25     | Győri Audi ETO KC       |
| 5   | Ana Đokić           | Pivot                    | 33     | Rostov-Don              |
| 8   | Marija Jovanović    | Inter stânga/Coordonator | 26     | Oltchim Vâlcea          |
| 9   | Ana Radović         | Coordonator              | 25     | ŽRK Budućnost Podgorica |
| 10  | Anđela Bulatović    | Coordonator              | 25     | ŽRK Budućnost Podgorica |
| 12  | Sonja Barjaktarović | Portar                   | 25     | Rostov-Don              |
| 14  | Maja Savić          | Extremă stânga           | 36     | Retrasă din activitate  |
| 17  | Bojana Popović      | Inter stânga             | 32     | Retrasă din activitate  |
| 20  | Jasna Tošković      | Inter dreapta            | 23     | ŽRK Budućnost Podgorica |
| 26  | Suzana Lazović      | Pivot                    | 20     | ŽRK Budućnost Podgorica |
| 32  | Katarina Bulatović  | Inter dreapta            | 27     | Oltchim Vâlcea          |
| 77  | Majda Mehmedović    | Extremă stânga           | 22     | ŽRK Budućnost Podgorica |
| 90  | Milena Knežević     | Coordonator              | 22     | ŽRK Budućnost Podgorica |